# Fornicia minis
Fornicia minis är en stekelart som beskrevs av He och Chen 1994. Fornicia minis ingår i släktet Fornicia och familjen bracksteklar. Inga underarter finns listade i Catalogue of Life.